# Ruta 2 (Paraguay)
Die Ruta 2, auch Mariscal José Félix Estigarribia genannt, ist eine 343 km lange Fernstraße in Paraguay und verbindet  die Städte Asunción und Ciudad del Este miteinander. Bis 2019 endete die Ruta 2 in Coronel Oviedo, die Fortsetzung bis Ciudad del Este wurde als Ruta 7 bezeichnet.
In Ciudad del Este endet die Straße auf der Puente Internacional de la Amistad über den Fluss Río Paraná. In Foz do Iguaçu am anderen Flussufer findet die Straße ihre Fortsetzung als brasilianische Bundesstraße BR-277.

## Ausbauzustand
Die Fernstraße bildet die wichtigste Straßenverbindung Paraguays. Die Ruta 2 ist von Asunción bis Ypacarai mit zwei Fahrbahnen und insgesamt vier Fahrstreifen ausgestattet. Der Rest der Strecke ist überwiegend mit einem Fahrstreifen pro Richtung ausgestattet, der an einigen Verkehrsschwerpunkten auf sechs- bis achtspurig erweitert wird. Im Jahr 2013 begann der vierspurige Ausbau der Straße im Rahmen eines staatlichen Verbesserungs- und Ausbauprojekts.

## Galerie

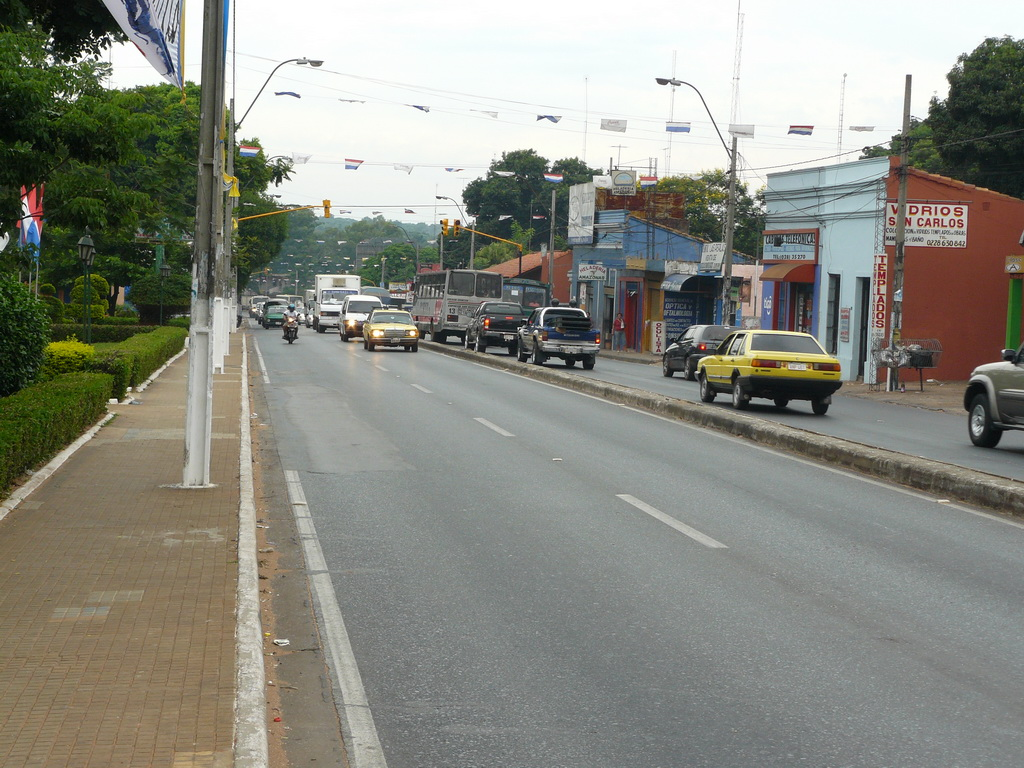
Ruta PY02 in Capiata
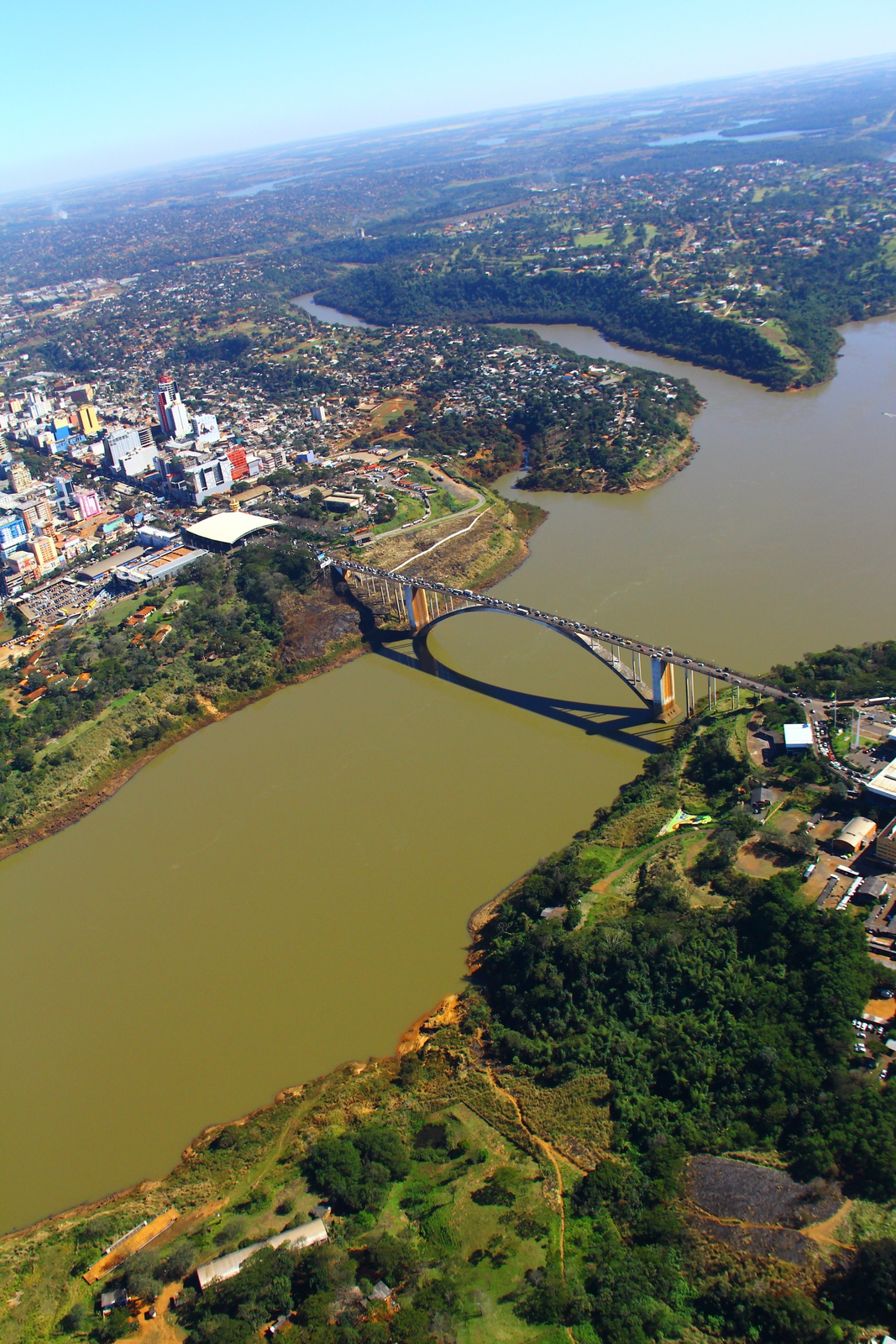
Freundschaftsbrücke in Ciudad del Este (links)